# Bergmann 1896
Bergmann 1896 là loại súng ngắn bán tự động do nhà thiết kế người Đức Theodor Bergmann phát triển. Cùng thời với hai khẩu súng ngắn khác là Mauser C96 và Borchardt C-93 nhưng không được sử dụng rộng rãi bằng và chỉ có khoảng 2000 khẩu được chế tạo. Vì thế Bergmann đã không tiếp tục nâng cấp loại súng này mà chuyển sang phát triển các mẫu mới tốt hơn cũng như tham gia phát triển súng tiểu liên với kết quả là khẩu MP 18 rất thành công sau đó.

## Thiết kế
Bergmann 1896 sử dụng cơ chế nạp đạn blowback. Khi bắn vỏ đạn sẽ được đẩy ra ngoài qua khe nằm phía trên. Búa điểm hỏa nằm ở bên ngoài phía sau khối trược, trước khi bắn người sử dụng sẽ phải lên cò búa điểm hỏa trước nhưng khi bắt đầu bắn thì khối trược bị đẩy về phía sau sẽ tự động lên cò và nạp đạn sau mỗi lần bắn. Hộp đạn của súng là cố định gắn phía trước cò súng, mỗi lần nạp đạn thì người sử dụng sẽ mở hộp đạn ra và nạp 5 viên đạn vào bằng kẹp hay từng viên bằng tay.
Loại đạn dầu tiên của loại súng này không có khía ở vỏ đạn và các đầu đạn được mài nhọn để tránh việc bị kẹt đạn nhưng phải nạp đạn từng viên bằng tay. Tuy nhiên các loại đạn sau đó bắt đầu được cắt khía ở vỏ đạn để có thể kẹp lại thành từng nhóm 5 viên giúp việc nạp đạn được dễ dàng hơn.
Khi bắn quá nhanh sẽ khiến cho khối trượt chưa kịp hoàn tất chu trình nạp đạn thì búa điểm hỏa đã hoạt động và đẩy khối trượt lùi lại nhả vỏ đạn ra ngoài với tốc độ nhanh hơn khi nó được cố định rồi mới bắn vì thế vỏ đạn được đẩy ra khỏi súng khi áp suất trong nòng súng còn rất cao. Việc chênh lệch áp suất cũng như tốc độ của khối trược lùi lại quá nhanh này tác động rất mạnh vào cấu trúc của súng khiến cho súng trở nên dễ vỡ.